# Utahraptor
Utahraptor (Utah-røver) var en dinosaurus der levede for 125 millioner år siden. Utahraptor blev opdaget i 1993 i Utah, USA.
Den var den største dromaeosaur, hvor Velociraptor er den mest kendte, som følge af Jurassic Park (det skal dog bemærkes, at Velociraptor i virkeligheden var mindre end i filmen, hvor størrelsen faktisk passede bedre på Deinonychus). Den kunne veje 300-400 kg, blive 5-6 meter langog 2,5 meter høj.
Den jagede i flok, og det formodes at den har brugt sin frygtindgydende klo på anden tå til at sparke/stikke byttedyrene med og lange fingre hjalp dem til at holde fast på et stort hurtigt bytte. Tå-kloen var cirka 38 centimeter lang.
1. ↑  Per Christiansen: Dinosaurerne i nyt lys, s. 252, 2003, Gads Forlag, ISBN 87-12-03977-2